# 塞利謝 (赫尼萬市鎮)
49°7′36″N 28°21′45″E / 49.12667°N 28.36250°E
塞利謝（羅馬化：Selyshche）是烏克蘭西部文尼察州文尼察區赫尼萬市鎮的村落，始建於1620年，面積0.32平方公里，海拔高度234米，2023年人口2,080，人口密度每平方公里6,873.82人。